# 15e cérémonie des Saturn Awards
La 15e cérémonie des Saturn Awards, récompensant les films sortis en 1987 et les professionnels s'étant distingués cette année-là, s'est tenue en 23 août 1988.

## Palmarès
Les lauréats sont indiqués ci-dessous en premier de chaque catégorie et en gras.

### Meilleur film fantastique
- Princess Bride (The Princess Bride)
  - Miracle sur la 8e rue (Batteries Not Included)
  - Date with an Angel
  - Bigfoot et les Henderson (Harry and the Hendersons)
  - Tuer n'est pas jouer (The Living Daylights)
  - Les Sorcières d'Eastwick (The Witches of Eastwick)

### Meilleur film d'horreur
- Génération perdue (The Lost Boys)
  - Evil Dead 2 (Evil Dead II)
  - Le Pacte (Hellraiser)
  - Aux frontières de l'aube (Near Dark)
  - Les Griffes du cauchemar (A Nightmare on Elm Street 3: Dream Warriors)
  - Pumpkinhead : Le Démon d'Halloween (Pumpkinhead])

### Meilleur film de science-fiction
- RoboCop
  - Hidden (The Hidden)
  - L'Aventure intérieure (Innerspace)
  - Les Maîtres de l'univers (Masters of the Universe)
  - Predator
  - Running Man (The Running Man)

### Meilleur acteur
- Jack Nicholson –  Les Sorcières d'Eastwick
  - Lance Henriksen –  Pumpkinhead : Le Démon d'Halloween
  - Michael Nouri –  Hidden
  - Terry O'Quinn –  Le Beau-père
  - Arnold Schwarzenegger –  Predator
  - Peter Weller –  RoboCop

### Meilleure actrice
- Jessica Tandy – Miracle sur la 8e rue
  - Nancy Allen – RoboCop
  - Melinda Dillon – Bigfoot et les Henderson 
  - Lorraine Gary – Les Dents de la mer 4
  - Susan Sarandon – Les Sorcières d'Eastwick
  - Robin Wright – Princess Bride

### Meilleur acteur dans un second rôle
- Richard Dawson – Running Man
  - Robert De Niro – Angel Heart
  - Robert Englund – Les Griffes du cauchemar
  - Barnard Hughes – Génération perdue
  - Bill Paxton – Aux frontières de l'aube
  - Duncan Regehr – The Monster Squad

### Meilleure actrice dans un second rôle
- Anne Ramsey (posthume) – Balance maman hors du train
  - Lisa Bonet – Angel Heart
  - Veronica Cartwright – Les Sorcières d'Eastwick
  - Louise Fletcher – Flowers in the Attic
  - Jenette Goldstein – Aux frontières de l'aube
  - Dorothy Lamour – Creepshow 2

### Meilleur(e) jeune acteur ou actrice
- Kirk Cameron – Mon Père c'est moi
  - Scott Curtis – Cameron's Closet
  - Stephen Dorff – The Gate
  - Andre Gower – The Monster Squad
  - Corey Haim – Génération perdue
  - Joshua John Miller – Aux frontières de l'aube

### Meilleure réalisation
- Paul Verhoeven – RoboCop
  - Kathryn Bigelow – Aux frontières de l'aube
  - Joe Dante – L'Aventure intérieure
  - William Dear – Bigfoot et les Henderson
  - Jack Sholder – Hidden
  - Stan Winston – Pumpkinhead : Le Démon d'Halloween

### Meilleur scénario
- Michael Miner et Edward Neumeier – RoboCop
  - Alan Parker – Angel Heart
  - James Dearden – Liaison fatale
  - Jim Kouf (sous le pseudonyme Bob Hunt) – Hidden
  - William Goldman – Princess Bride
  - Michael Cristofer – Les Sorcières d'Eastwick

### Meilleurs costumes
- Phyllis Dalton – Princess Bride
  - Susan Becker – Génération perdue
  - Julie Weiss – Les Maîtres de l'univers
  - Michael W. Hoffman, Aggie Lyon – The Monster Squad
  - Erica Edell Phillips – RoboCop
  - Robert Blackman – Running Man

### Meilleurs effets spéciaux
- Peter Kuran, Phil Tippett, Rob Bottin, Rocco Gioffre – RoboCop
  - Vern Hyde, Doug Beswick, Tom Sullivan – Evil Dead 2
  - Dennis Muren, Bill George, Harley Jessup, Kenneth Smith – L'Aventure intérieure
  - Richard Edlund – Les Maîtres de l'univers
  - Joel Hynek, Stan Winston, Richard Greenberg, Robert M. Greenberg – Predator
  - Michael Lantieri (en) (Industrial Light & Magic (ILM)) – Les Sorcières d'Eastwick

### Meilleure musique
- Alan Silvestri – Predator
  - Christopher Young – Le Pacte
  - Bruce Broughton – The Monster Squad
  - John Carpenter – Prince des ténèbres
  - J. Peter Robinson – Le Retour des morts-vivants 2
  - John Williams – Les Sorcières d'Eastwick

### Meilleur maquillage
- Rob Bottin, Stephan Dupuis – RoboCop
  - Mark Shostrom – Evil Dead 2
  - Rick Baker – Bigfoot et les Henderson 
  - Bob Keen – Le Pacte
  - Greg Cannom, Ve Neill, Steve La Porte – Génération perdue
  - Kevin Yagher, Mark Shostrom, R. Christopher Biggs – Les Griffes du cauchemar

### Prix spéciaux

#### George Pal Memorial Award
- Larry Cohen

#### Life Carreer Award
- Roger Corman

#### President's Award
- Mike Jittlov, Richard Kaye – The Wizard of Speed and Time (en)

#### Silver Scroll
- Gary Goddard – Les Maîtres de l'univers